# Renault Kangoo
Renault Kangoo (Рено Кенго) — компактний фургон, який виготовляє французький автовиробник Renault з 1998 року.

## Перше покоління (1998—2008)

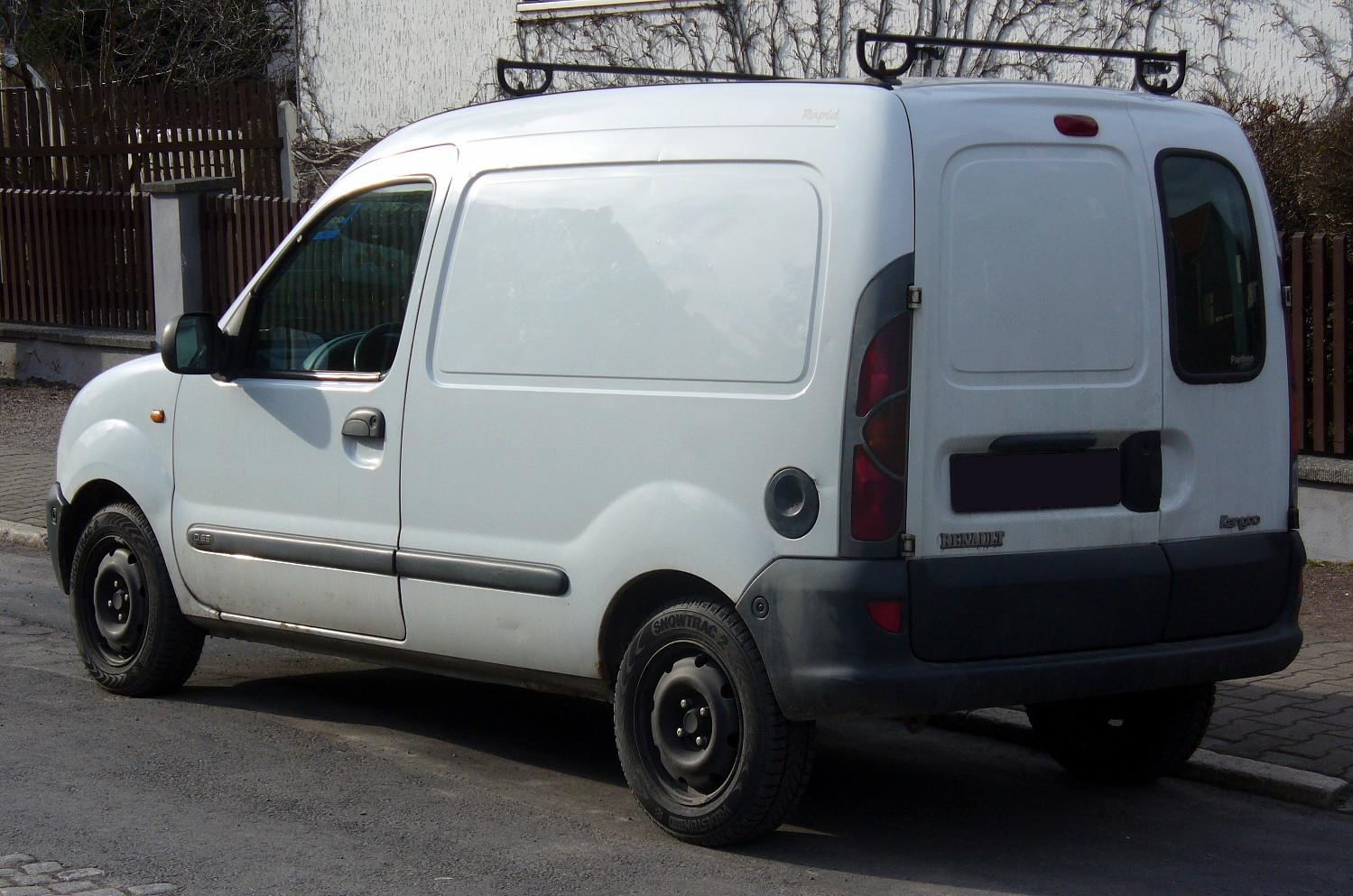
Renault Kangoo I фургон (1998—2003)

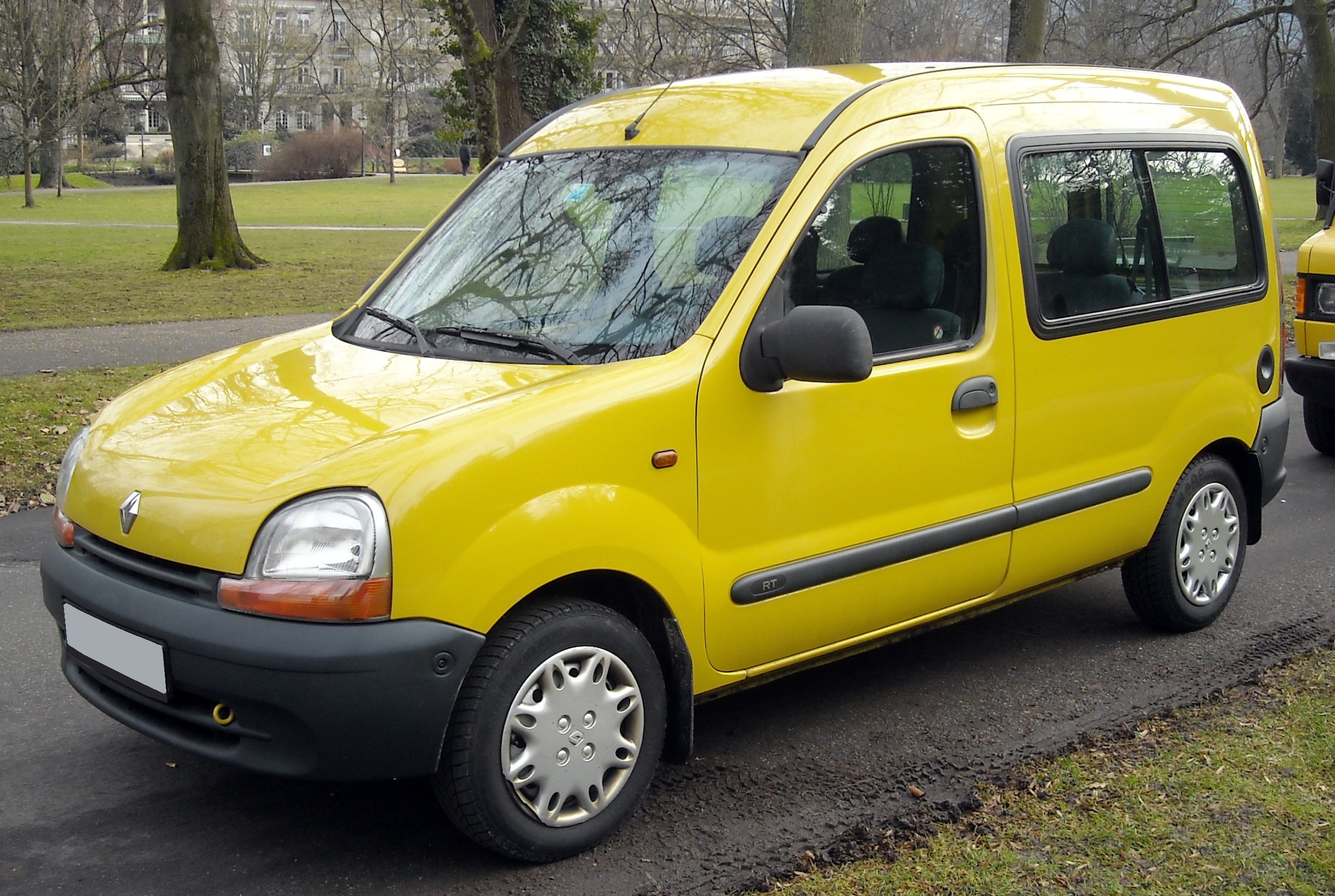
Renault Kangoo I (1998—2003)

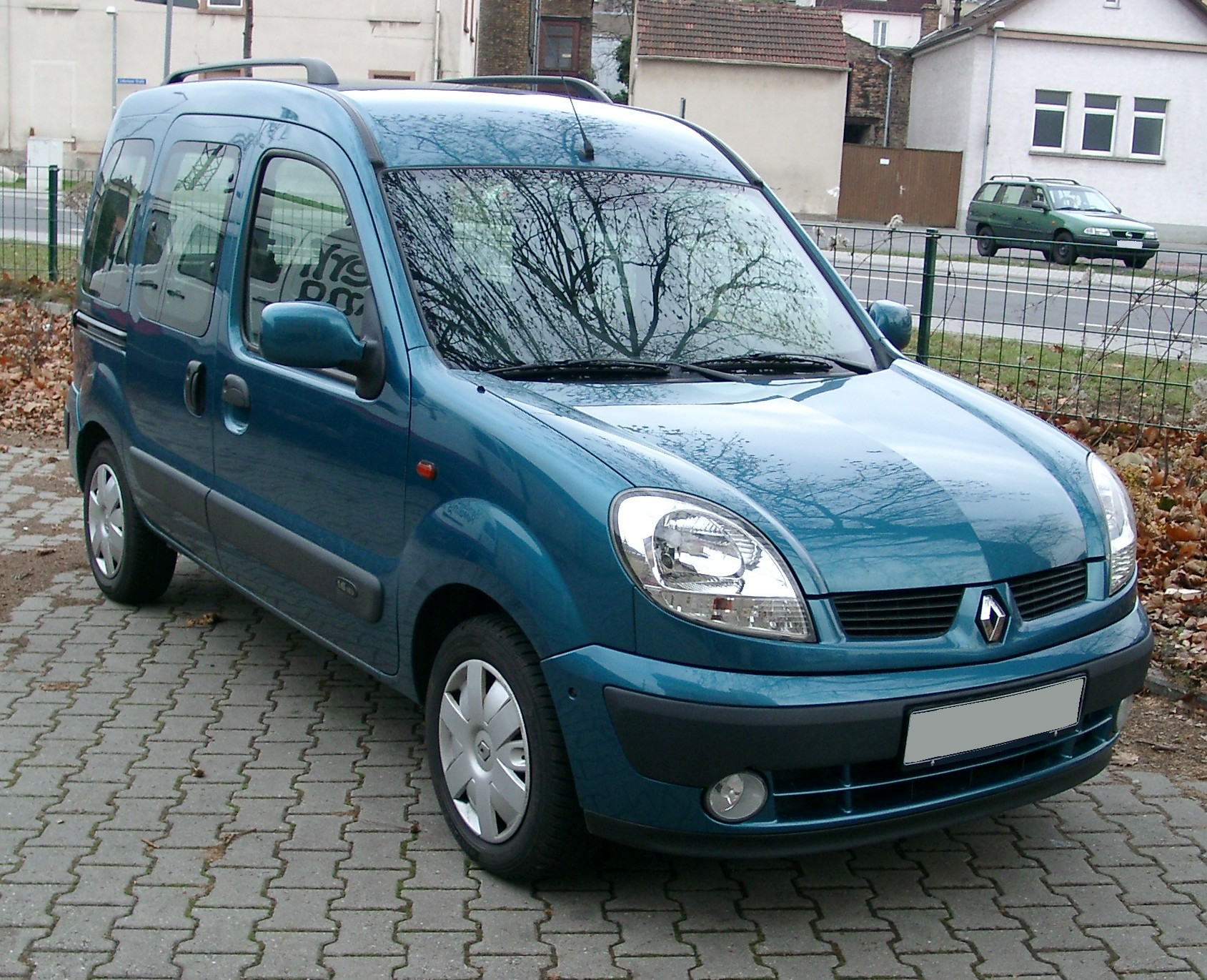
Renault Kangoo I (2003—2005)

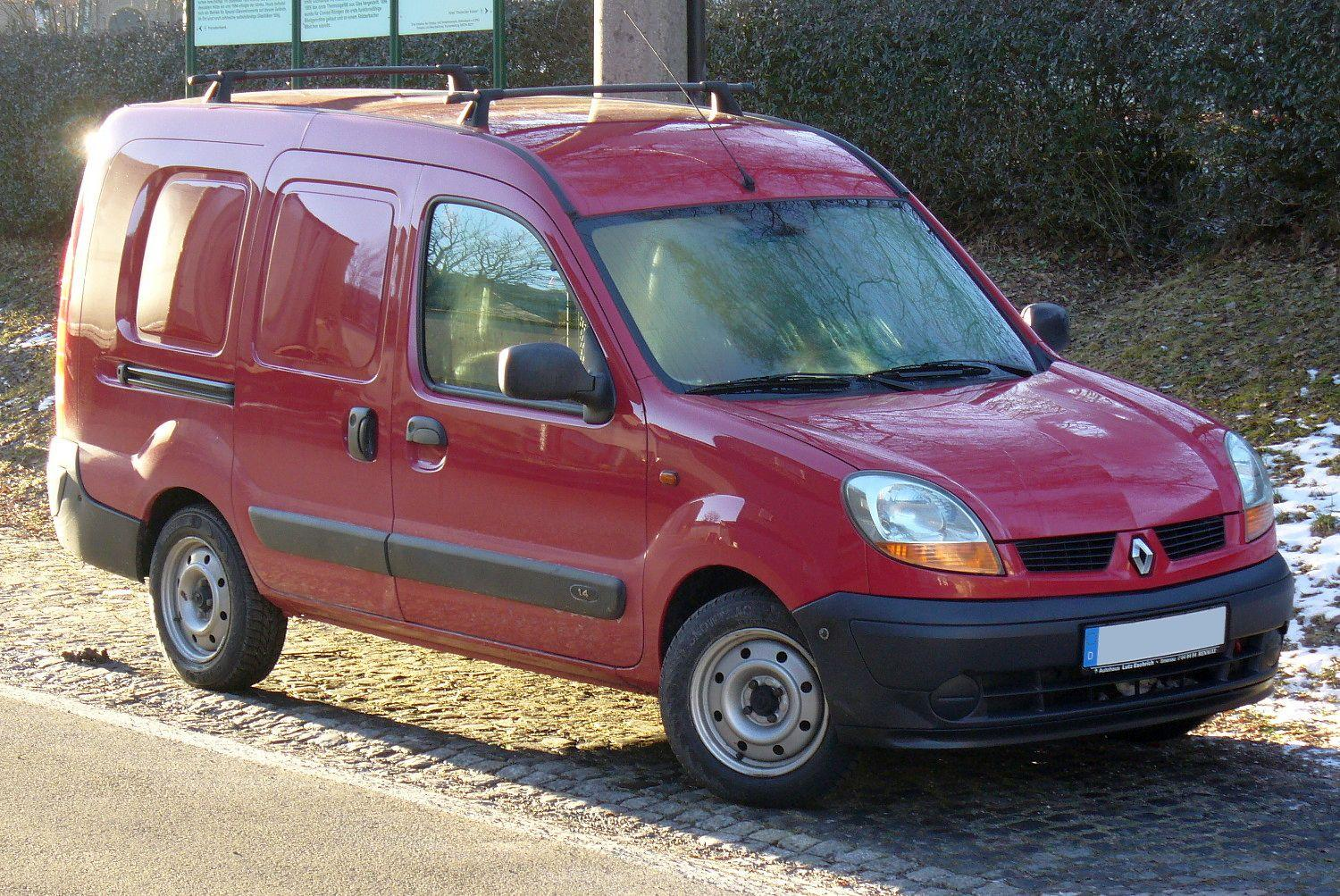
Renault Kangoo I Maxi фургон (2003—2005)

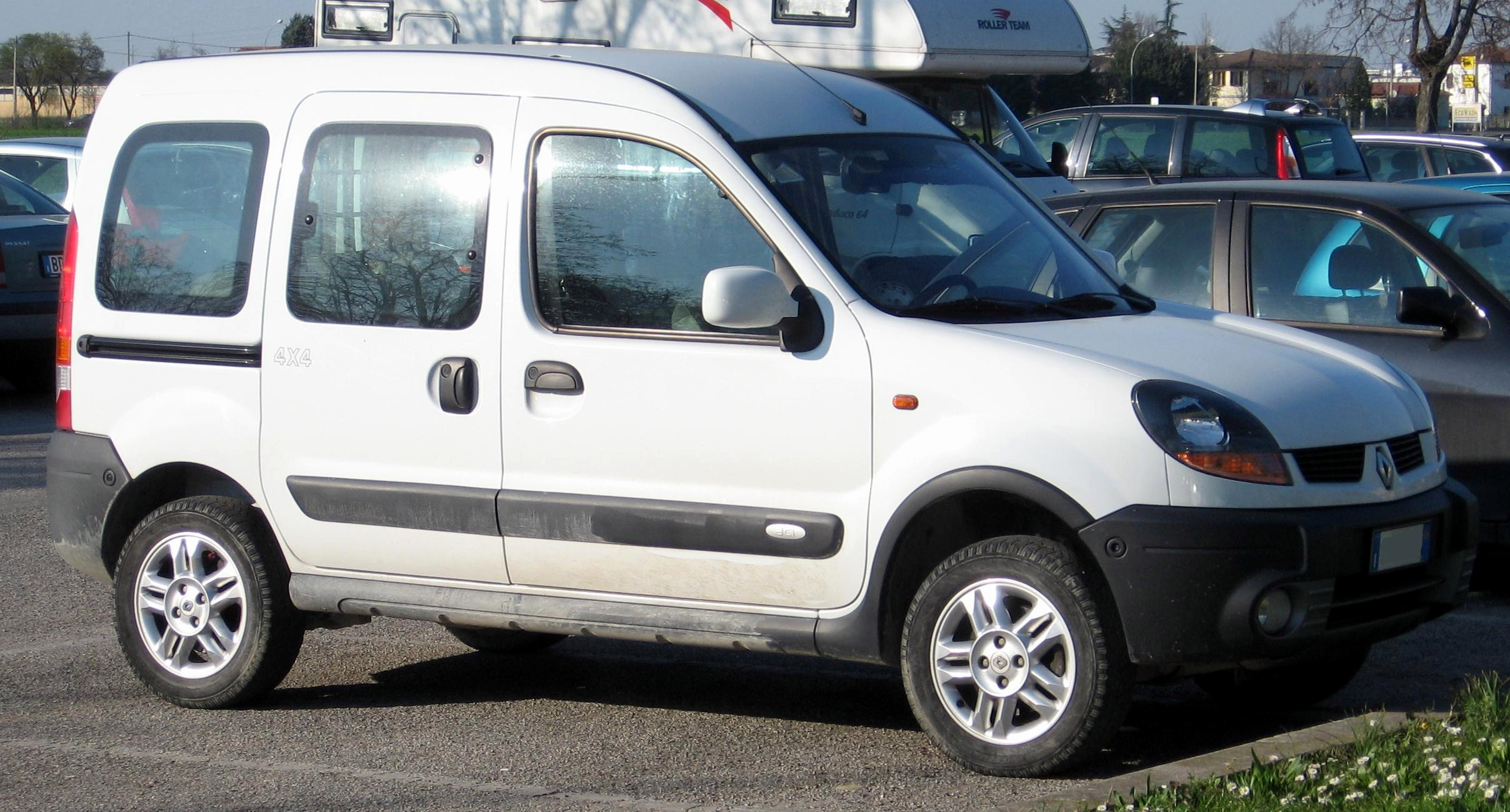
Renault Kangoo I 4x4 (2003—2005)

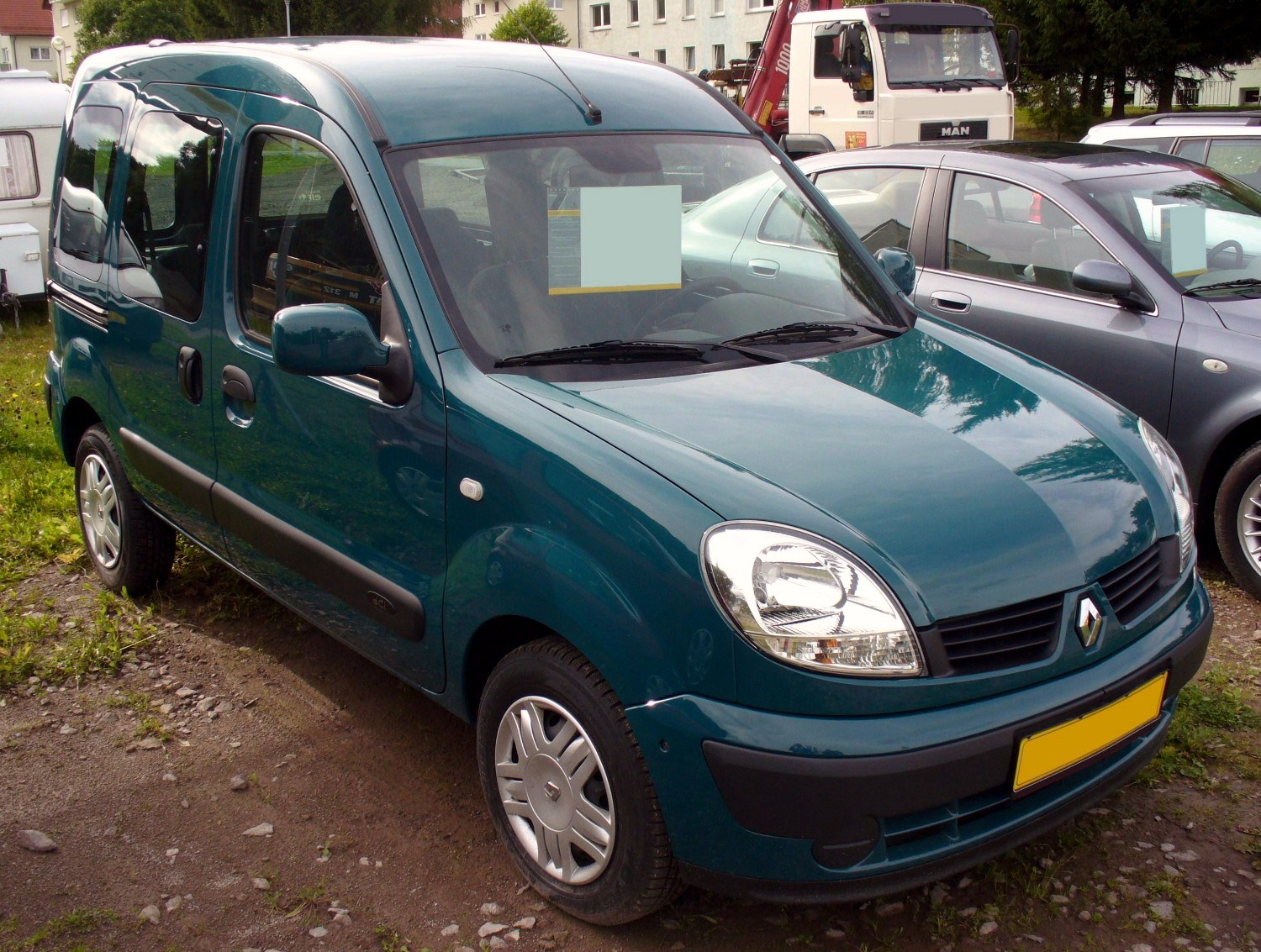
Renault Kangoo I (з 2005)

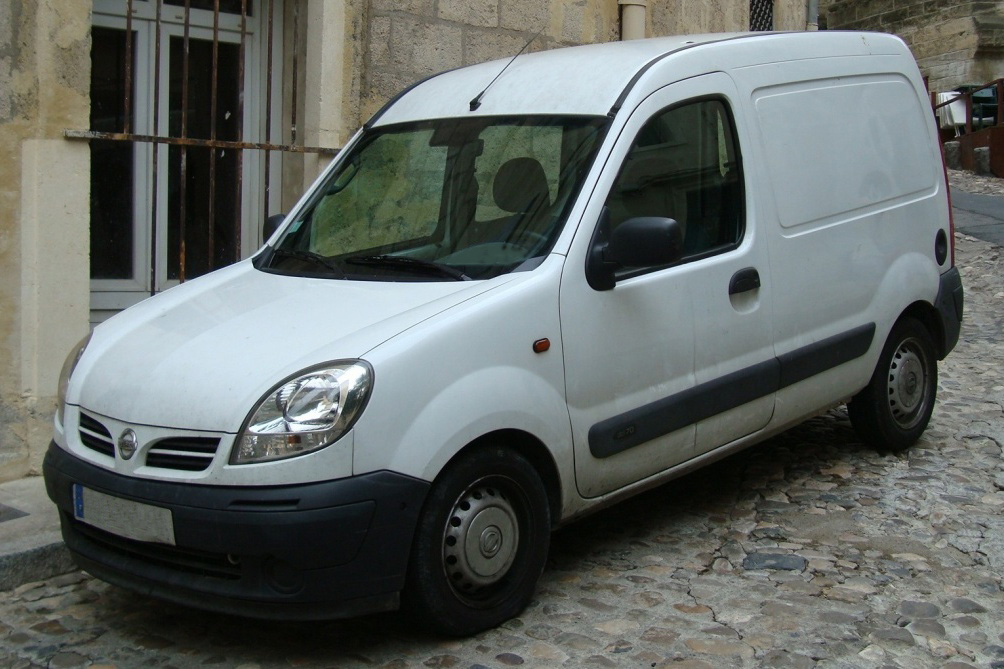
Nissan Kubistar (2003—2009)

Вперше сімейство невеликих вантажопасажирських і вантажних фургонів Renault Kangoo (Kangoo по-французьки — «Кенгуреня») було представлено публіці в 1997 році, а серійне виробництво моделі почалося в 1998-му.
Конструктори компанії серйозно підійшли до розробки Kangoo, зробивши все, щоб нова машина стала одним з лідерів у своєму класі. Так, якщо у попередника — моделі Renault Express (Rapid) — корисний об'єм кузова становив 2.6 м3, То у «кенгурятка» він збільшився до 3.0 м3, А в подовженому виконанні Kangoo Maxi — до 3.5 м3.
Слід зазначити, що французи відмінно впоралися з поставленим завданням: до початку 2002 року Renault продав більше мільйона своїх Kangoo.
Восени 2001 року компанія освоїла випуск повнопривідної версії машини, що отримала назву Kangoo 4x4. Крім всіх привідних коліс, модифікація 4х4 отримала також і збільшений до 200 мм дорожній просвіт.
У 2002 році для Renault Kangoo стали пропонувати новий турбодизель 1.9 dCi з безпосереднім упорскуванням, що розвиває 80 к.с.
У 2003 все сімейство Kangoo зазнало модернізації. Оновлені машини стали відрізнятися від раннього варіанту іншим оформленням передка: з'явилися нові краплеподібні фари, радіаторні ґрати в новому фірмовому стилі Renault. У тому ж році для Renault Kangoo стали пропонувати нове покоління 1.5-літрових турбодизелів.
У 2005 році модель знову модернізували.
У 2007 році дебютувала нова генерація моделі Kangoo. Але Kangoo першого покоління — все ще продовжує випускатися, оскільки, завдяки своїй вигіднішій ціні, користується незмінним успіхом.

### Кузов і салон
Кузов Renault Kangoo — тримальний, суцільнометалевий з посиленим каркасом. Повна його маса залежно від конкретної модифікації може становити від 1.6 до 1.82 т, а вантажопідйомність — 625—800 кг. Сконструйований спеціально для комерційних цілей, він має більший корисний об'єм, ніж «пиріжки», виготовлені на базі стандартних легковиків.
Кузов типу фургон має двоє задніх несиметричних розстібних дверей, які відкриваються на кут 180 градусів. Для вантажних модифікацій як опцію можна замовити також і бічні зсувні двері — або тільки праву, або з обох сторін. Тому у вантажних і вантажопасажирських Кего задні двері відкриваваються горизонально, а у пасажирських, суцільна ляда підноситься на амортизаторах, догори. Дві чи одна заадні бокові двері (є модифікації, взагалі без них), здвижні на трьохпідвісі, як і всі бічні двері у бусів, а передні двері для водія і пасажира, для всіх версій, — стандарт. Єдинний нюанс -  для вантажних моделей, передене пасажирське сидіння не регулюяться по нахилу спинки і довжиня посадки для ніг, але може повністю складатися вперед, коли сидяння опускається на підлогу, а спинка утвороє рівний кут з підлогою багажника.
Другий ряд сидінь у комбі складається або навіть забирається, в результаті чого утворюється рівний вантажний відсік з малою навантажувальною висотою.
Звичайно, при перевезенні різних крупногабаритних вантажів є ризик подряпати панелі фургона. Тут може виручити багажник, додатково встановлений на даху, особливо зручний для перевезення довгих предметів — дощок, труб, драбин і т. ін.
Антикорозійний захист кузова в цілому непоганий. Потенційно найнебезпечніші місця — пороги дверей і колісні арки.
Робоче місце водія досить комфортабельне. У кабіні просторо, багато місця над головою. Стандартні регулювання довжини і кута нахилу спинки сидіння дозволяють зручно розміститися за кермом навіть дуже високим водіям. Безумовним плюсом є і винесений на кермо блок управління аудіосистемою. Правда, на ряді версій саме кермо не регулюється і відсутній гідропідсилювач. Досить високо розташоване сидіння і великі зовнішні дзеркала забезпечують хорошу оглядовість. При тривалих поїздках не відчувається дискомфорту за кермом.

### Двигуни
На Renault Kangoo зустрічається кілька варіантів двигунів — як бензинових, так і дизельних. Вони багато в чому уніфіковані з моторами легковиків: хетчбека Renault Clio і седана на його базі — Symbol.
Спочатку пропонувався 1.2-літровий бензиновий мотор в 59 к.с., але потужність його виявилася недостатньою, і випуск цієї версії був припинений. Зате інший бензиновий «побратим», робочим об'ємом 1.4 л і потужністю 75 к.с., став досить популярним, в тому числі і в Україні.
На повнопривідній версії Renault Kangoo 4WD застосовується 16-клапанний мотор в 1.6 л, що розвиває 95 к.с. Але у нас ця модель — велика рідкість.
Що ж стосується дизелів, то перевагу було віддано атмосферному агрегату робочим об'ємом 1.9 л і потужністю 55 к.с. А з 2002 року основним став новий турбодизель 1.9 dCi з безпосереднім уприскуванням палива (80 к.с.), що відповідає нормам Євро 3. На дорогах нашої країни часто можна зустріти версії і з його 1.5-літровим «побратимом» 1.5 dCi в 57, 65 або 82 к.с. Проте випуск цих машин почався лише в 2003 р.
В цілому слід зазначити, що двигуни на Renault Kangoo не дуже галасливі і відрізняються помірним апетитом. Правда, з максимальним завантаженням їх потужності не завжди вистачає. Зате всі мотори дуже надійні і добре запускаються навіть у 20-градусний в мороз. Дуже важливо дотримувати планові роботи з обслуговування (заміна мастила з фільтрами через кожні 15 000 км, а ременя ГРМ — через 60 000 км пробігу). У процесі обслуговування та експлуатації слід також приділяти увагу датчику положення колінчастого валу: якщо він забруднений, то двигун буде погано заводитися.
| 1997-2003 | 1997-2003 | 1997-2003              | 1997-2003                           | 1997-2003 |
| --------- | --------- | ---------------------- | ----------------------------------- | --------- |
| Модель    | Об'єм     | Потужність             | Середня витрата пального (л/100 км) |           |
| Бензинові |           |                        |                                     |           |
| 1,2 l     | 1149 см3  | 43 кВт (58 к.с.)       | 6.9                                 |           |
| 1,2 l 16V | 1149 см3  | 55 кВт (75 к.с.)       | 7                                   |           |
| 1,4 l     | 1390 см3  | 55 кВт (75 к.с.)       | 7.5                                 |           |
| 1,6 l 16V | 1598 см3  | 70 кВт (95 к.с.)       | 7.5                                 |           |
| Дизельні  |           |                        |                                     |           |
| 1,5 l dCi | 1461 см3  | 48 кВт (65 к.с.)       | 5.5                                 |           |
| 1,5 l dCi | 1461 см3  | 59 кВт (80 к.с.)       | 5.3                                 |           |
| 1,9 l D   | 1870 см3  | 40–47 кВт (54–64 к.с.) | 6.8                                 |           |
| 1,9 l dTi | 1870 см3  | 59 кВт (80 к.с.)       | 5.8                                 |           |

| 2003-2008        | 2003-2008 | 2003-2008                  | 2003-2008                           |
| ---------------- | --------- | -------------------------- | ----------------------------------- |
| Модель           | Об'єм     | Потужність                 | Середня витрата пального (л/100 км) |
| Бензинові        |           |                            |                                     |
| 1,2 l            | 1149 см3  | 44 кВт (60 к.с.)           | 6.9                                 |
| 1,2 l 16V        | 1149 см3  | 55 кВт (75 к.с.)           | 7                                   |
| 1,6 l 16V Erdgas | 1598 см3  | 60 кВт (82 к.с.)           | 8                                   |
| 1,6 l 16V        | 1598 см3  | 70 кВт (95 к.с.)           | 7.5                                 |
| Дизельні         |           |                            |                                     |
| 1,5 l dCi        | 1461 см3  | 42 кВт (57 к.с.)           | 5.4                                 |
| 1,5 l dCi        | 1461 см3  | 48 кВт (65 к.с.)           | 5.5                                 |
| 1,5 l dCi        | 1461 см3  | 59 кВт (80 к.с.)           | 5.3                                 |
| 1,9 l dCi        | 1870 см3  | 59–62 кВт (80–84 к.с.) 4×4 | 7.4                                 |

### КПП, підвіска, рульове управління
На більшості Renault Kangoo встановлюється 5-ступінчаста механічна коробка передач. На повноприводних версіях вона доповнюється 2-ступінчастою «раздаткою».
Крім того, на бензинових версіях може встановлюватися і автоматична 4-ступінчаста трансмісія. У «механіці» перемикання відбувається чітко, зайвих люфтів і шумів у кулісі навіть після 100 000 км пробігу не спостерігається. Правда, з часом на сальнику тяги перемикання передач можуть з'явитися краплі мастила. Хоча втрата герметичності незначна. Але все ж, щоб уникнути неприємностей, слід частіше контролювати рівень мастила в коробці.
Передня підвіска Renault Kangoo незалежна, пружинна. Задня — напівзалежна, торсіонна. Обидві мають стабілізатори поперечної стійкості. Підвіска досить комфортна — міські дорожні вади вона відпрацьовує з легкістю. Сайлент-блоки передніх важелів ходять до 80 000 км, а кульові опори служать трохи менше: 60-70 000 км. Задня торсіонна підвіска може служити дуже довго, але за однієї умови — не слід завантажувати машину понад норму.
Кермові наконечники виходжують 60 000 км. Гальма в Renault Kangoo гострі, але контролювати ефективність уповільнення легко. Передні колодки виходжують до 25-30 000 км, а задні — до 60 000. На передніх гальмівних дисках для кращого їх охолодження відсутні захисні кожухи, тому диски, можливо, доведеться поміняти приблизно через 70 000 км пробігу.

### Безпека
За результатами краш-тесту, проведого в 2003 році за методикою Euro NCAP, Renault Kangoo отримав чотири зірки за безпеку, що є дуже непоганим результатом. При цьому за захист пасажирів він отримав 27 балів, за захист дітей 23 балів, а за захист пішоходів 2 бали.

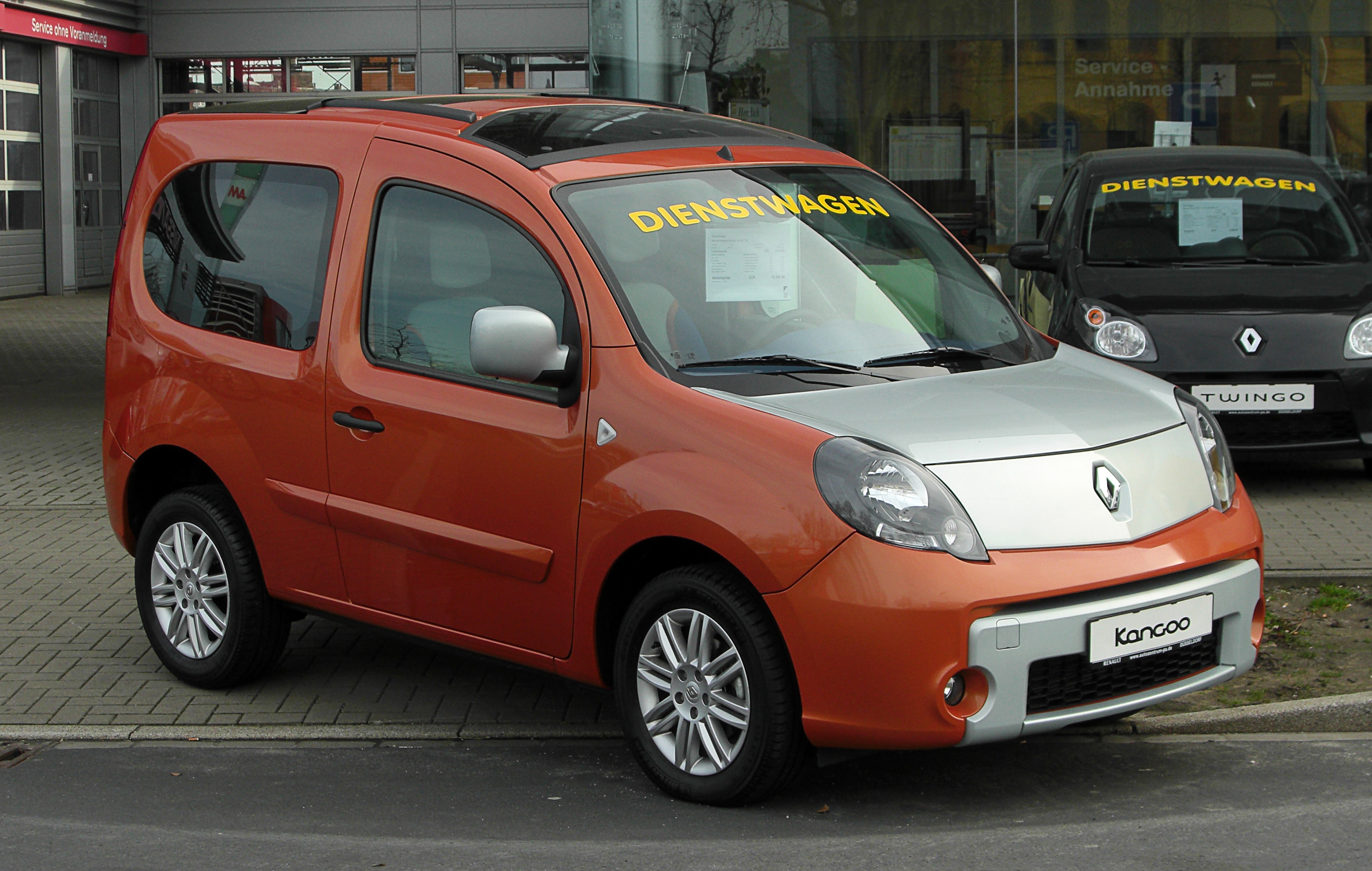
Renault Kangoo II be-bop (2009—2013)

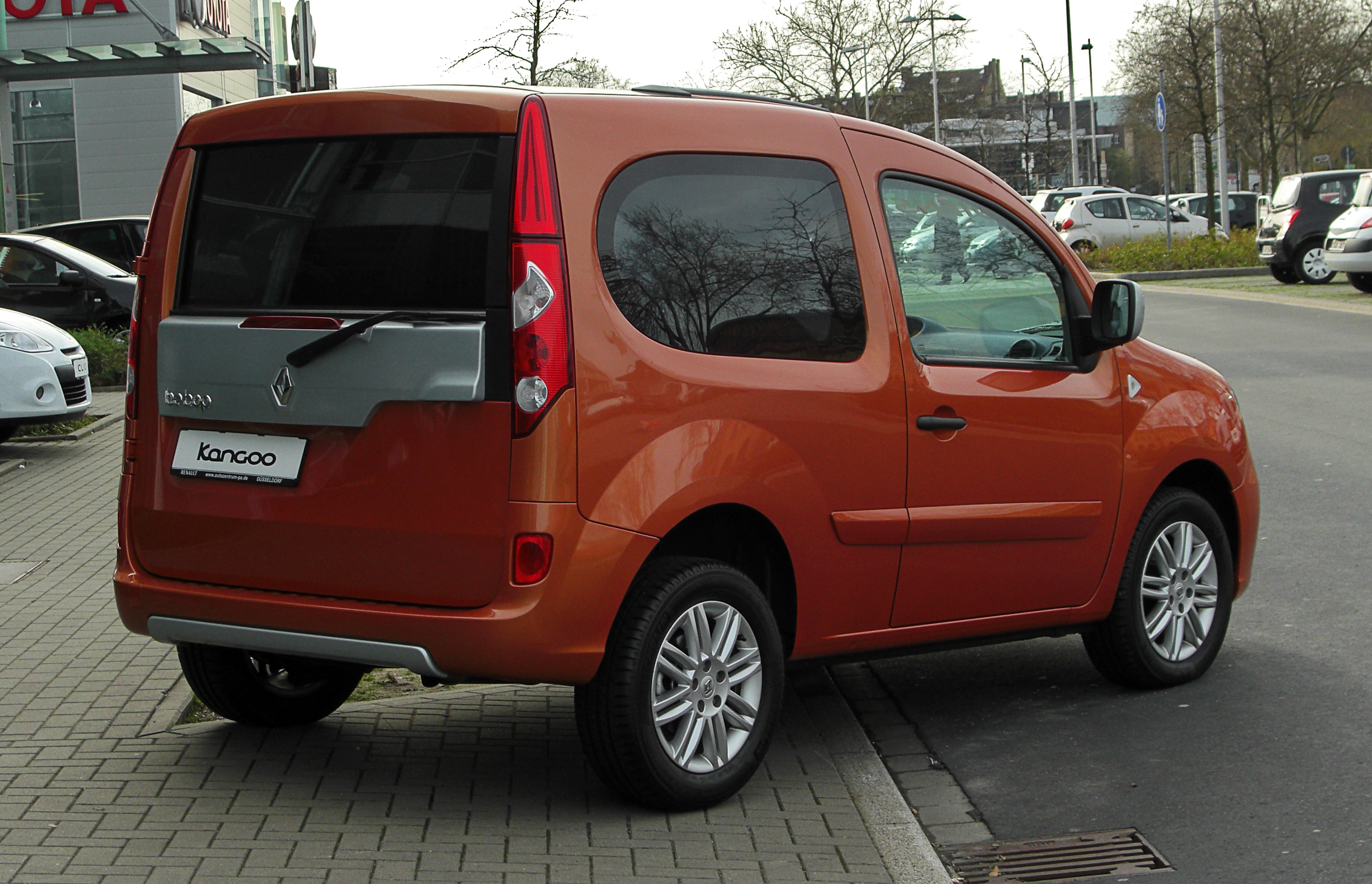
Renault Kangoo be bop

| Euro NCAP | Рейтинг   |
| --------- | --------- |
| Пасажири: | 4/5 зірок |
| Діти:     | 2/5 зірок |
| Пішоходи: | 1/4 зірки |

## Друге покоління (2007—2021)

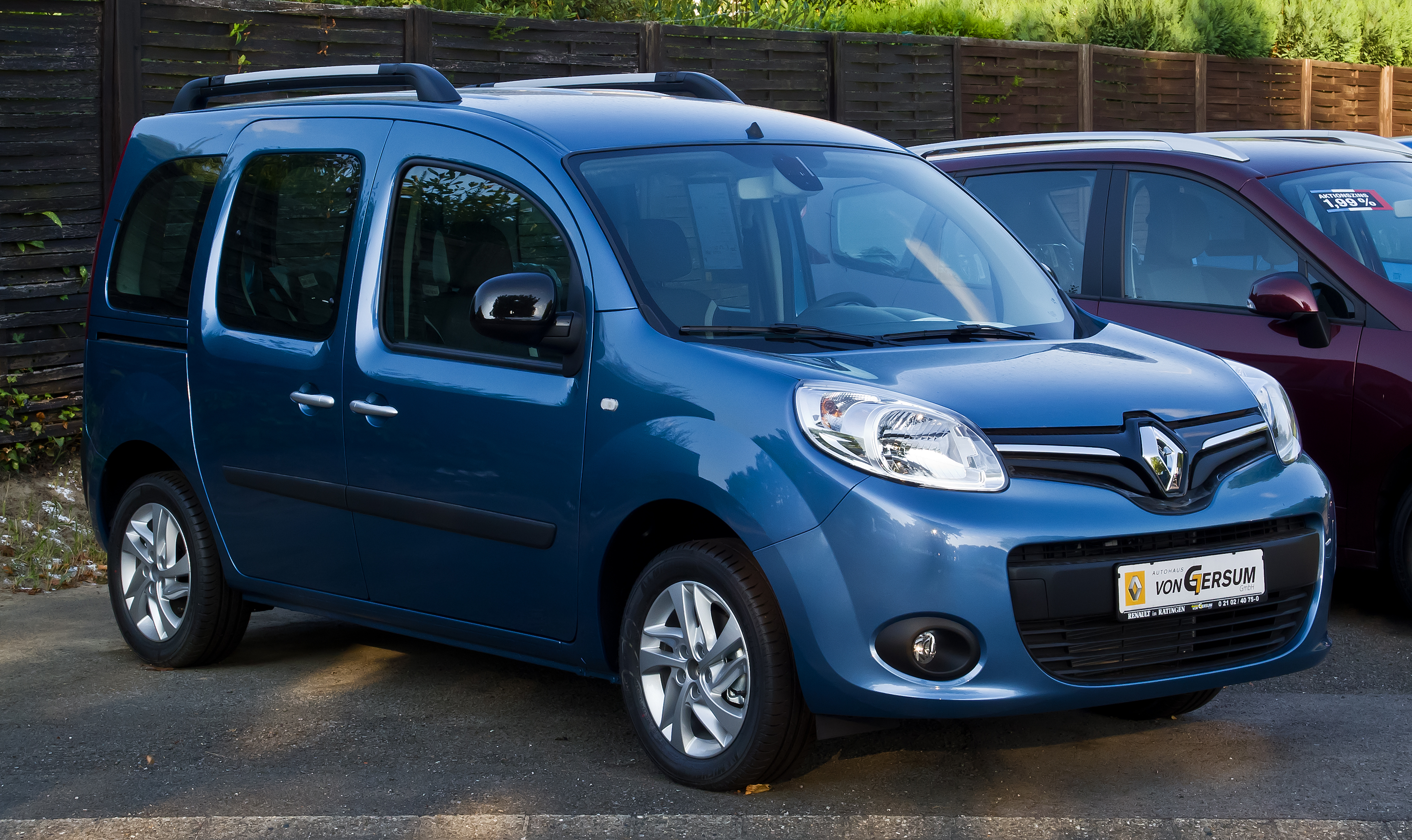
Renault Kangoo II (2013—2021)

Друге покоління Renault Kangoo представлене на Франкфуртському автосалоні 2007 року. На ринок модель вийшла в 2008 році. Вантажна версія називається Kangoo Rapid або Kangoo Express в залежності від ринку. Автомобіль збудовано на модульній платформі Renault C, що й Renault Scénic. Передня підвіска МакФерсон, задня — напівзалежна балка.
У 2010 році автомобіль модернізували і оснастили новими двигунами.

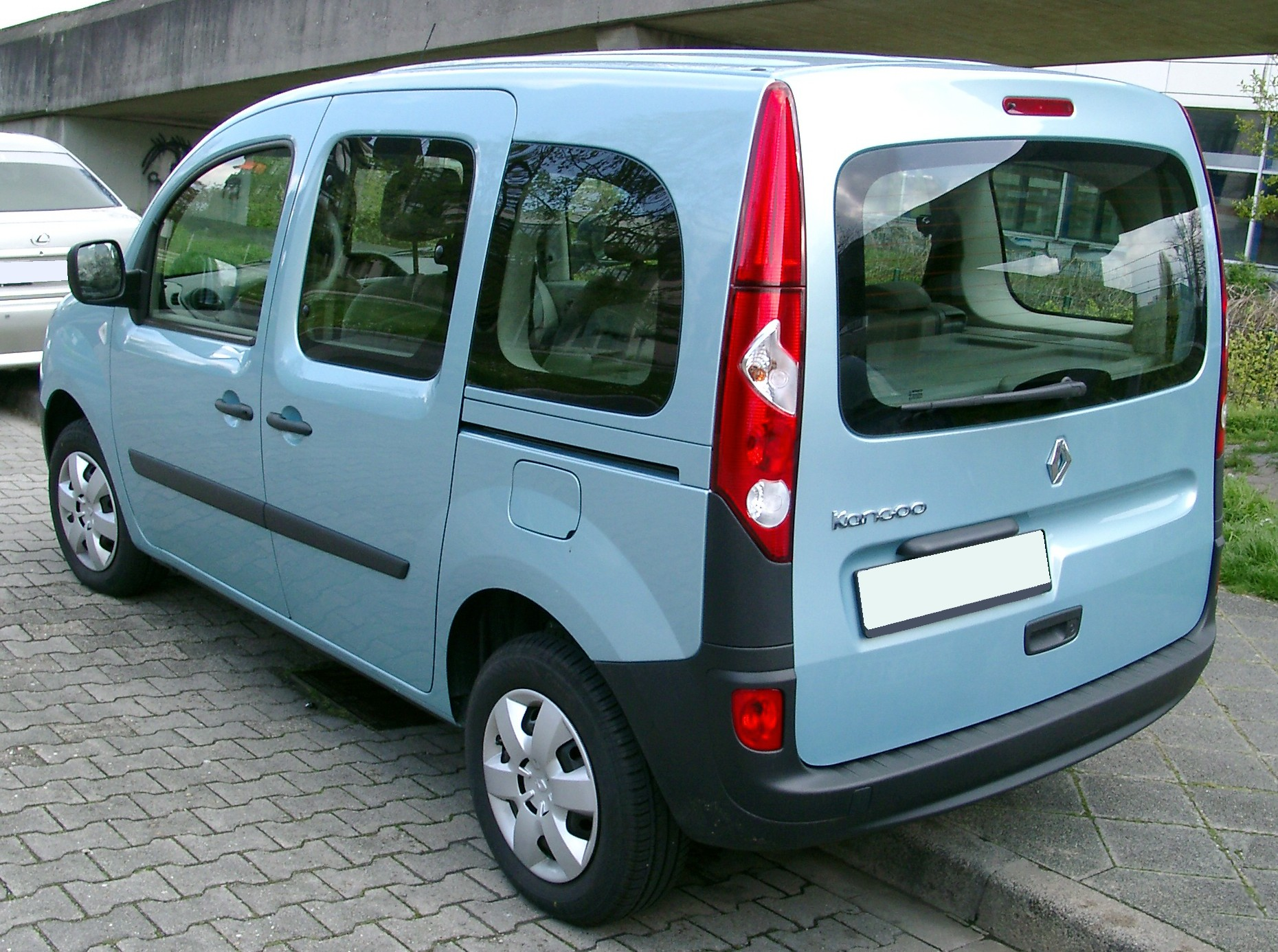
Renault Kangoo II (2008-2010)
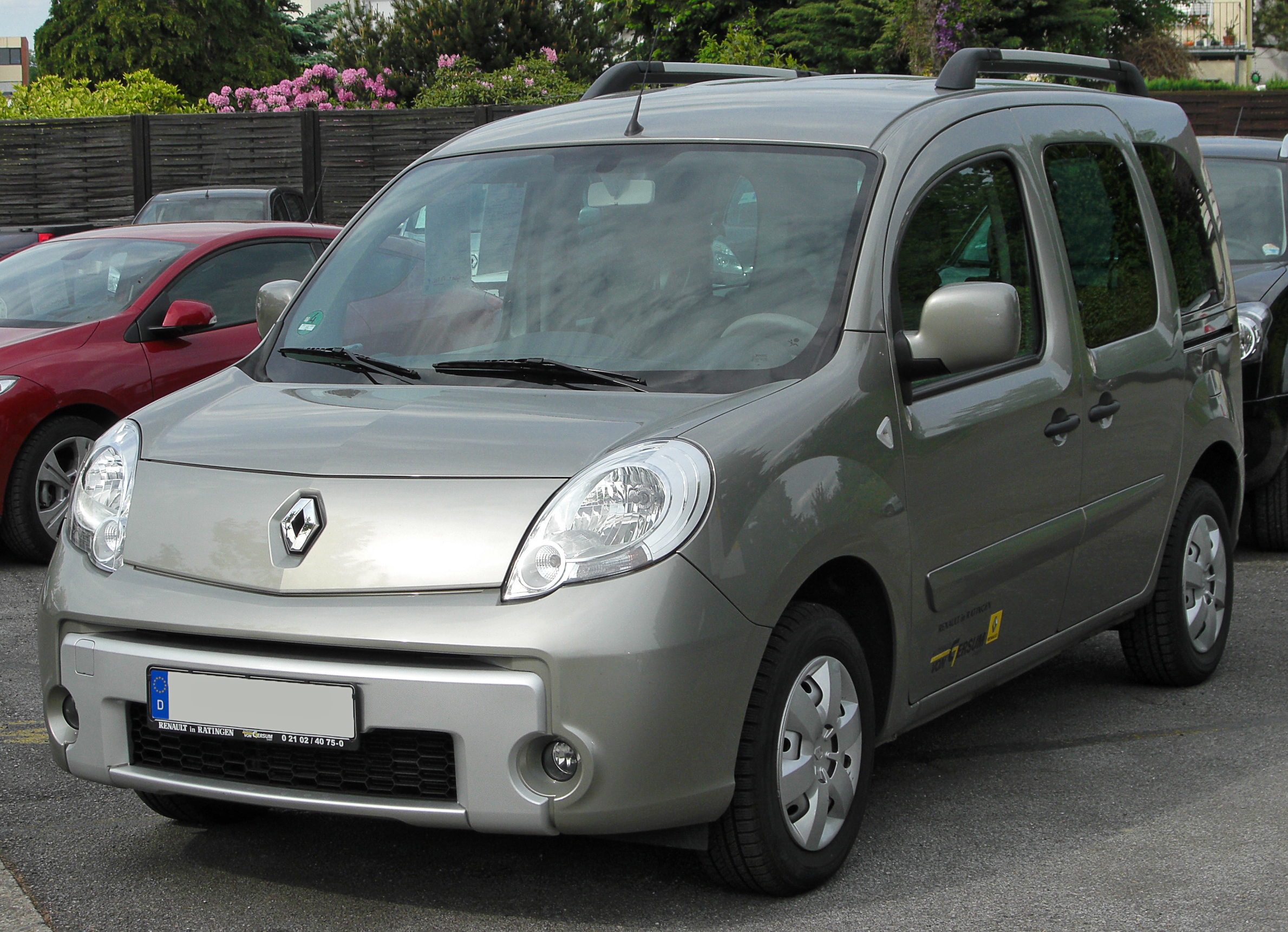
Renault Kangoo II (2010-2013)
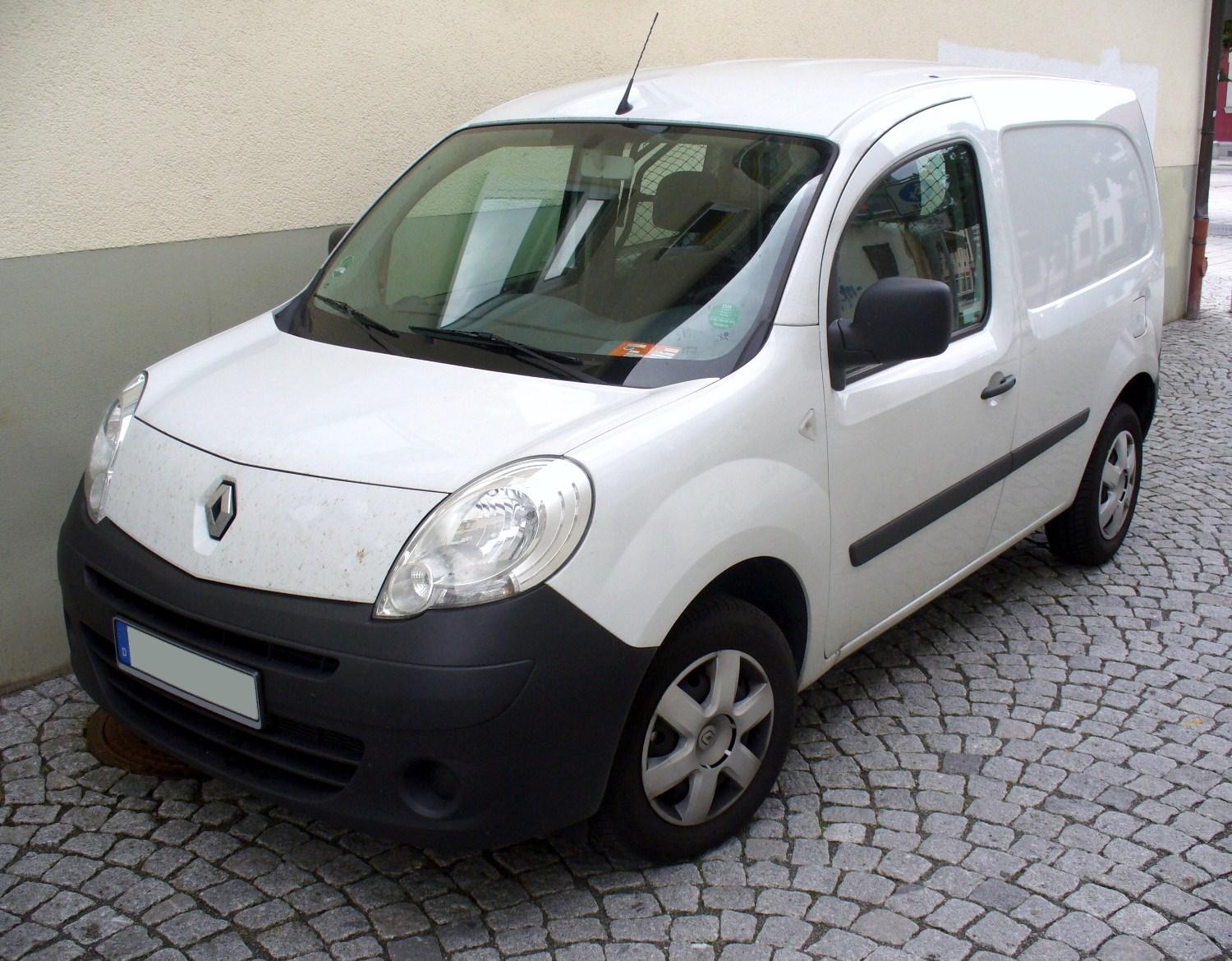
Renault Kangoo II Rapid
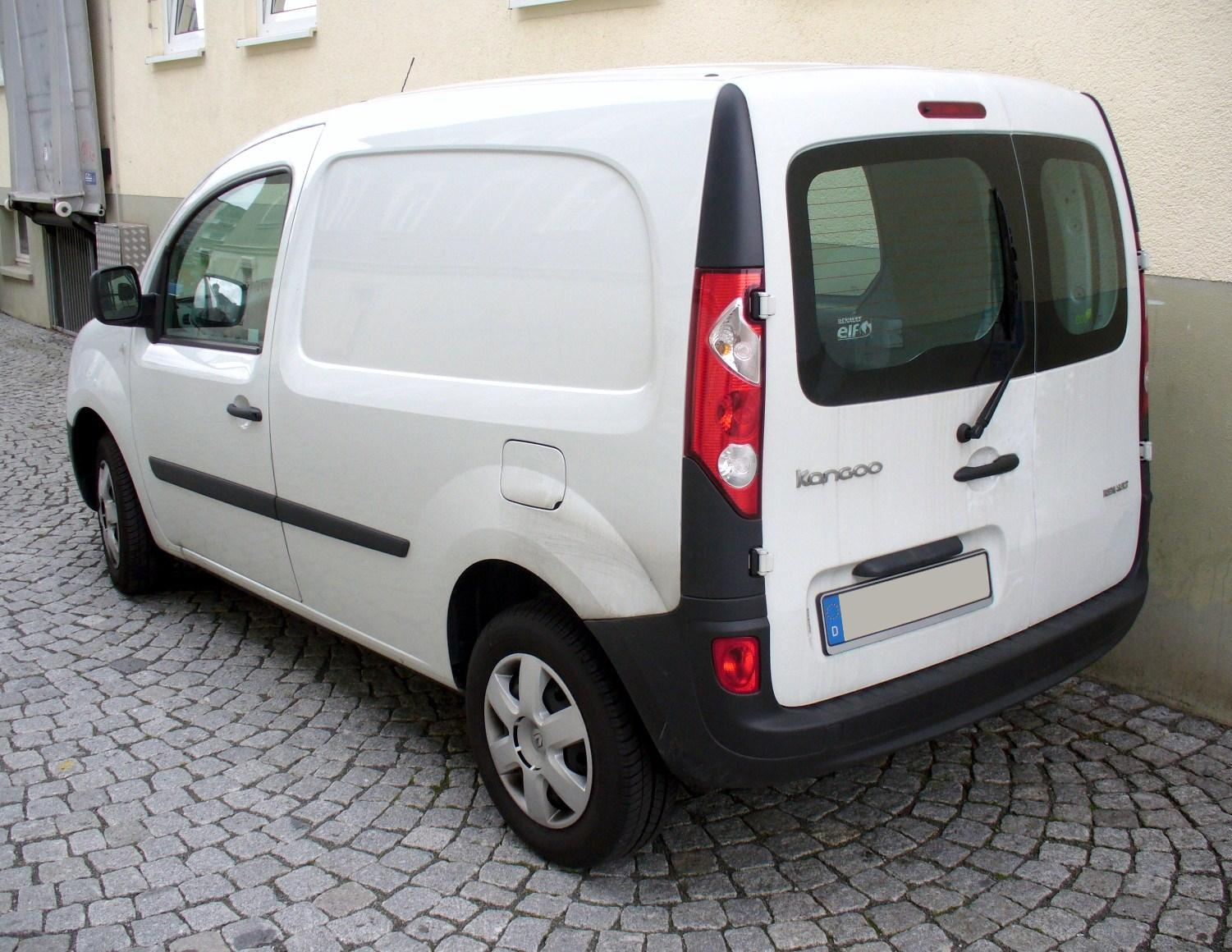
Renault Kangoo II Rapid
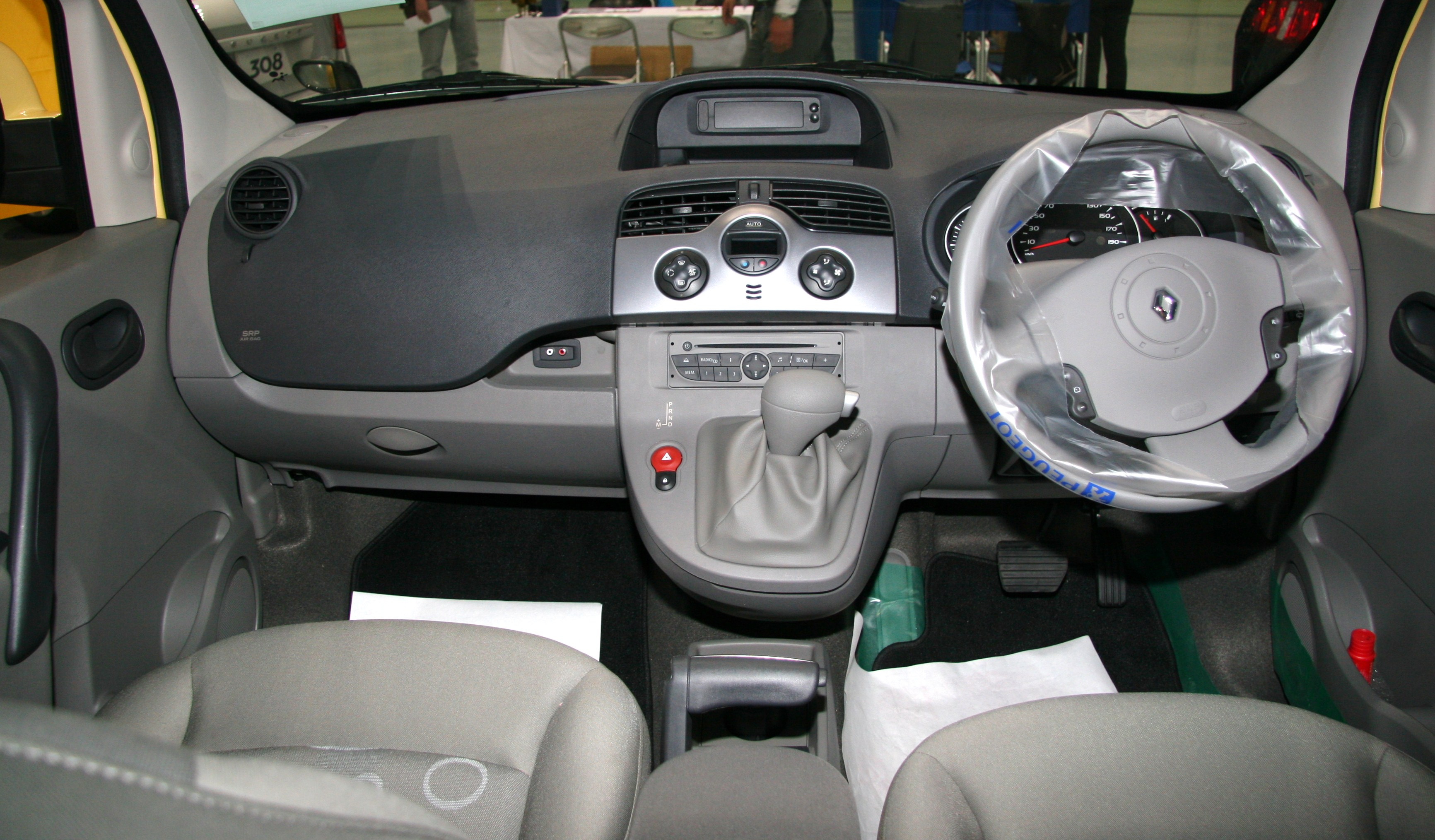
Салон Renault Kangoo II

### Фейсліфтинг 2013

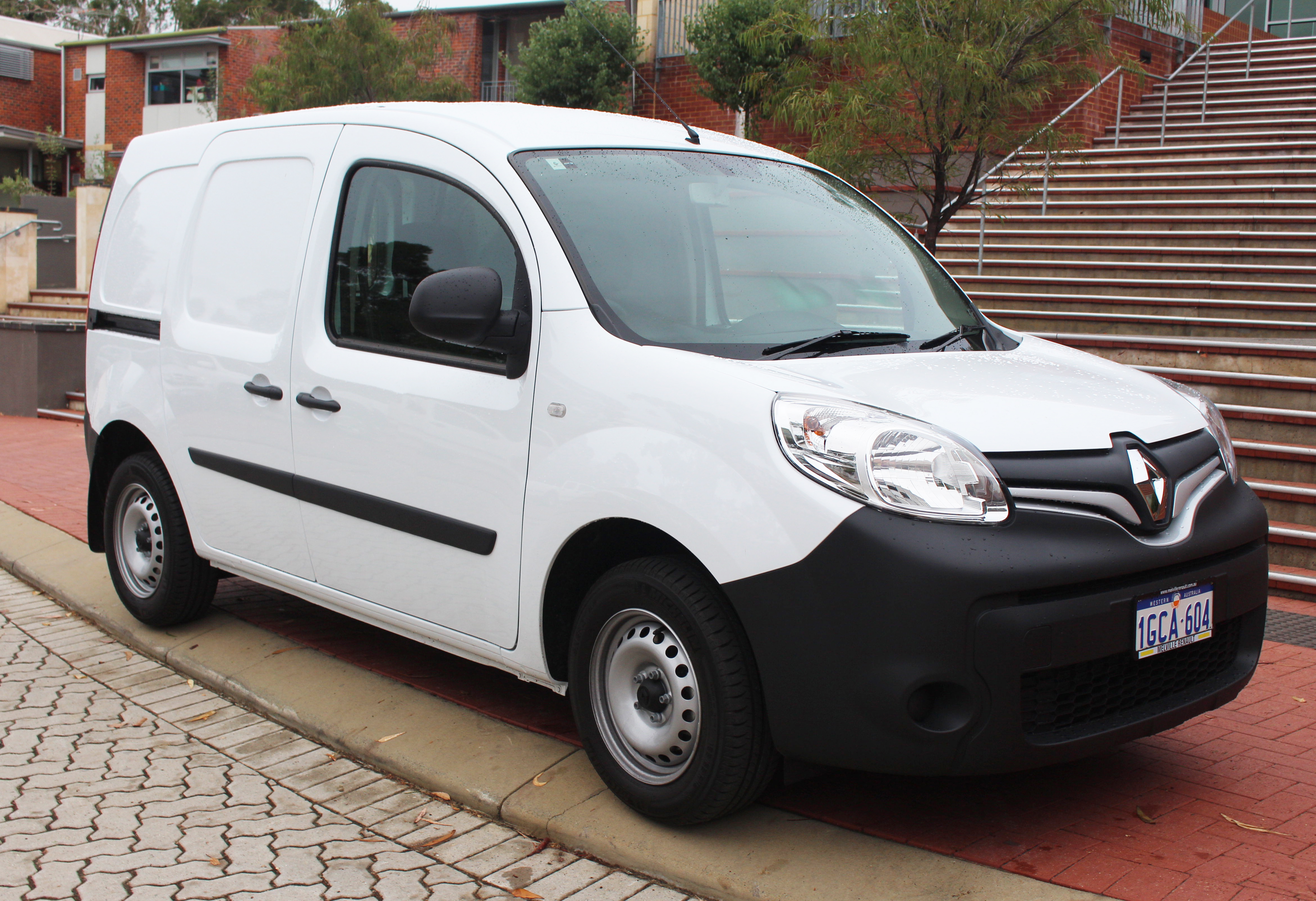
Renault Kangoo II (з 2013)

У лютому 2013 року Renault Kangoo другого покоління був модернізований. В березні того ж року автомобіль представили на автосалоні в Женеві. Змінилося оформлення передньої частини кузова і салонної панелі, багатше стало оснащення. Після співпраці з Daimler покращилася якість конструкції і складання Renault Kangoo.
Лінійка силових агрегатів не змінилася — це бензиновий двигун об'ємом 1,6 л потужністю 106 к.с. і три турбодизелі об'ємом 1,5 л потужністю 75, 90 і 109 к.с. відповідно.
Після редизайну 2013 року, до бази фургону увійшли: Bluetooth сполучення, круїз-контроль, електропривод вікон, функція підігріву бічних дзеркал, кондиціонер, RCA допоміжний вхід з mp3 сумісністю, тоновані передні вікна та протитуманні фари. Про безпеку дбають: контроль стабільності, система «Grip Xtend», антиблокувальна гальмівна система, електронна система розподілу гальмівних зусиль та система допомоги при екстреному гальмуванні. Як опції доступні інформаційно-розважальна система від Renault «R-Link» з 7.0-дюймовим сенсорним екраном та навігаційна система «TomTom Live». Окремо пропонуються пасажирська та грудна подушки безпеки. Пакет «Tech» додасть: задні сенсори паркування, круїз-контроль та передні протитуманні фари. Перейшовши на модель «Business+», водій отримає стандартні вікна та бічні дзеркала з електроприводом. Ця ж модель пропонує 15-дюймові литі диски коліс, бампери, пофарбовані у колір кузова, складні бічні дзеркала з електроприводом та задні сенсори паркування.

### Двигуни
| Модель    | Об'єм    | Потужність              | Середня витрата пального (л/100 км) | Рокивиробництва |
| Двигуни   |          |                         |                                     |                 |
| Бензинові |          |                         |                                     |                 |
| 1.6       | 1598 см³ | 64 кВт (87 к.с.)        | 8.1                                 | з 2008          |
| 1.6 16V   | 1598 см³ | 78 кВт (106 к.с.)       | 7.7-7.9                             | з 2008          |
| Дизельні  |          |                         |                                     |                 |
| 1.5 dCi   | 1461 см³ | 50 кВт (68 к.с.)        | 5.2                                 | 2008–2010       |
| 1.5 dCi   | 1461 см³ | 55 кВт (75 к.с.)        | 5.2                                 | з 2010          |
| 1.5 dCi   | 1461 см³ | 63 кВт (86 к.с.)        | 5.3                                 | 2008–2010       |
| 1.5 dCi   | 1461 см³ | 66 кВт (90 к.с.)        | 5.3                                 | з 2010          |
| 1.5 dCi   | 1461 см³ | 76 кВт (103 к.с.) з FAP | 5.7                                 | 2008–2010       |
| 1.5 dCi   | 1461 см³ | 80 кВт (109 к.с.) з FAP |                                     | з 2010          |

### Безпека
За результатами краш-тесту проведеного в 2008 році за методикою Euro NCAP Renault Kangoo отримав чотири зірки за безпеку. При цьому за захист пасажирів він отримав 28 балів, за захист дітей 41 балів, а за захист пішоходів 14 балів.
| Euro NCAP | Рейтинг   |
| --------- | --------- |
| Пасажири: | 4/5 зірок |
| Діти:     | 4/5 зірок |
| Пішоходи: | 2/4 зірки |

### Kangoo be bop
На додаток до звичайної моделі з п'ятьма дверима з весни 2009 року компанія Renault представила трьохдверний варіант Kangoo be-bop довжиною лише 3,87 м зі скляним дахом і чотирма сидіннями. Автомобіль складає конкуренцію Fiat Fiorino III, Citroën Nemo, Peugeot Bipper та Ford Transit Courier. Крім того Kangoo be bop є основою для електромобілів Renault ZE Concept.
Обсяг багажника становить лише 174 л з встановленими задніми сидіннями і 1462 л зі складеними. Для Kangoo be bop компанія пропонує лінійку з трьох двигунів: двох дизельних 1,5 л (85 і 105 к.с.) і одного бензинового обсягом 1,6 л (105 к.с.).

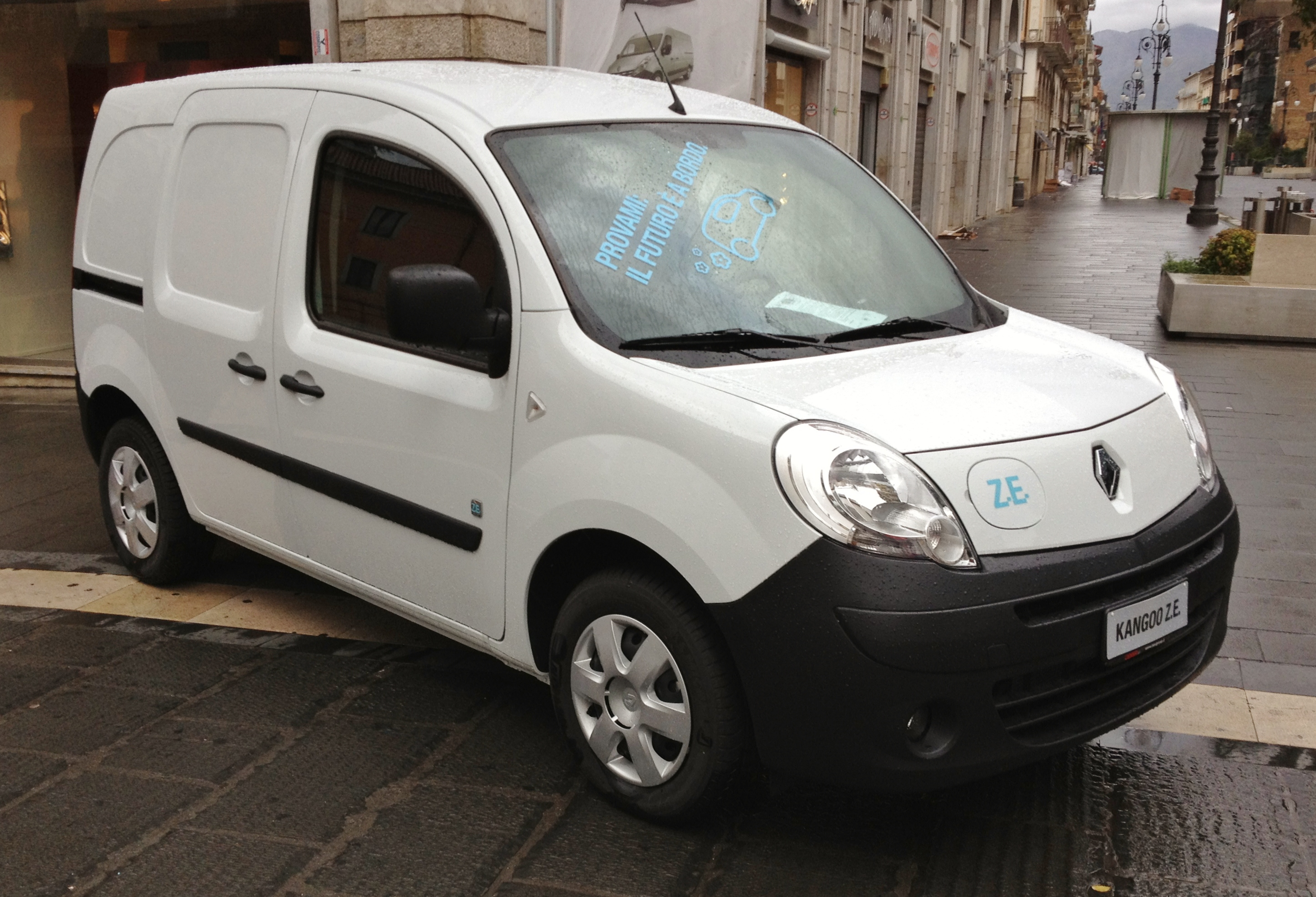
Renault Kangoo Z.E. (2011—2013)

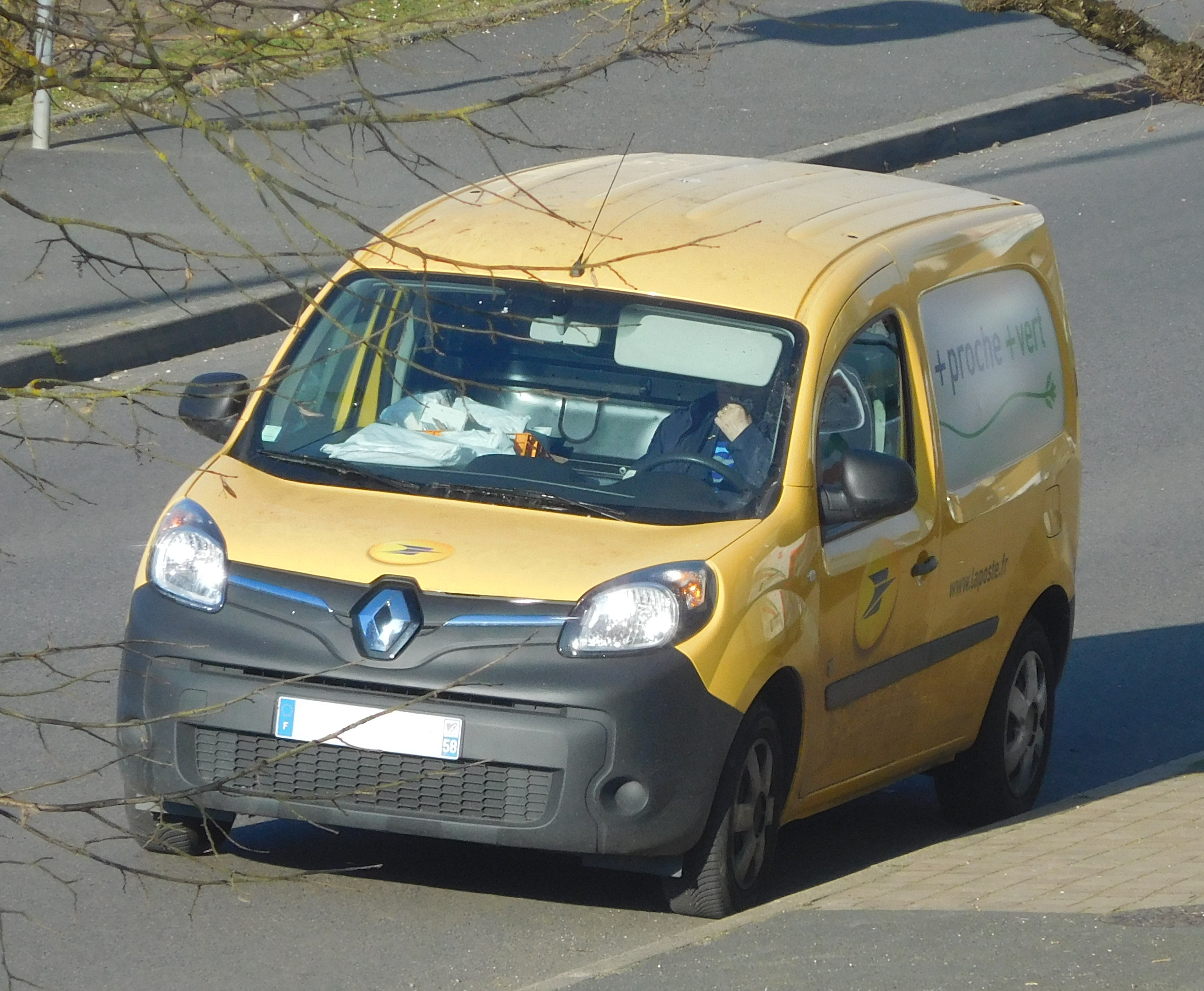
Renault Kangoo Z.E. (2013—2021)

### Kangoo Z.E.
Продажі Kangoo Z.E почалися наприкінці 2011 року.(«Zero Emission» з нім. «нульовий викид»). Початкова ємність батареї становила 22 кВт/год. У 2017 році її було збільшено до 33 кВт/год, що збільшило стандартний запас ходу на 100 до 270 км.
Електродвигун автомобіля видає 60 к.с.
Kangoo Z.E. отримав фейсліфтинг у 2013 році; Як і в електричному Renault Zoe, електричне з’єднання було переміщено за символ Renault. Пізніше передня частина була адаптована до версій з двигуном внутрішнього згоряння.

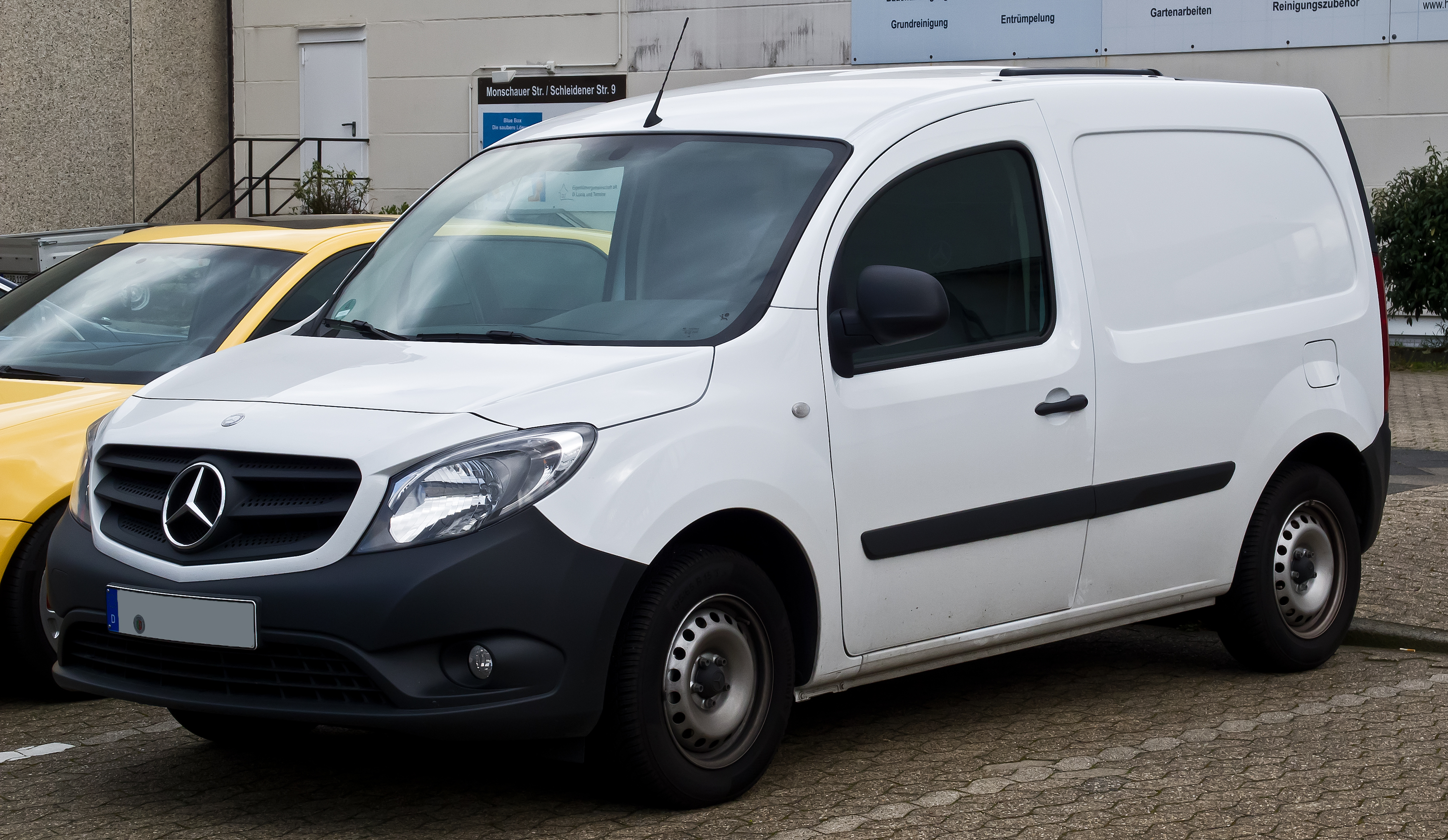
Mercedes-Benz Citan

### Mercedes-Benz Citan
На основі Kangoo до кінця 2012 року французький завод почав виготовляти автомобіль Mercedes-Benz Citan для компанії Mercedes-Benz з бензиновим турбодвигуном об'ємом 1,2 л потужністю 114 к.с. та трьома турбодизелями об'ємом 1,5 л потужністю 75, 90 та 109 к.с..

### Nissan NV250

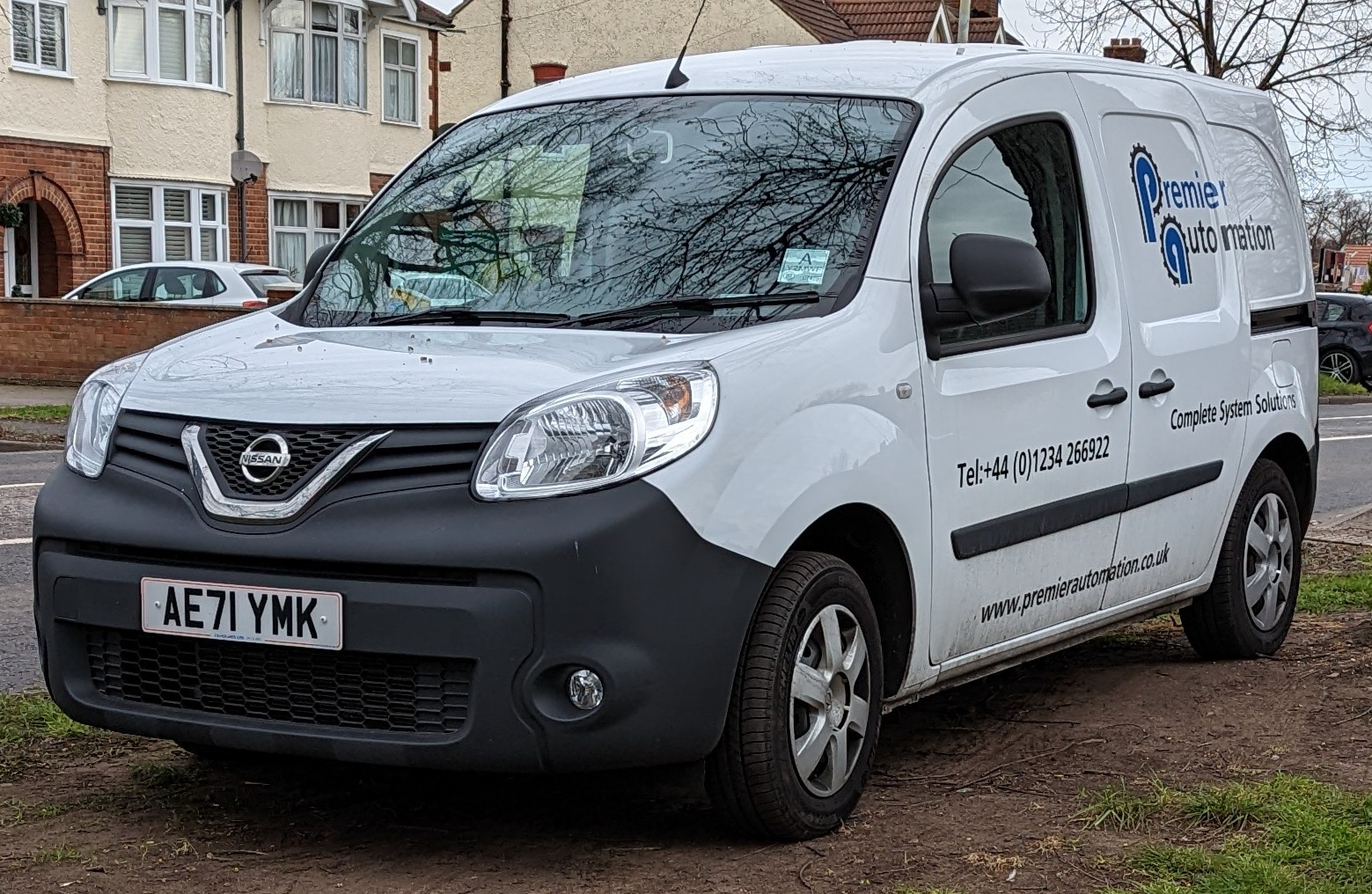
Nissan NV250 (2019-2021)

Виробник Nissan представив NV250 у травні 2019 року як наступника NV200. Він з’явився на ринку у вересні 2019 року і відрізняється від Kangoo W лише модифікаціями передньої частини. Наступника моделі Nissan Townstar була представлена у вересні 2021 року.

## Третє покоління (2021-наш час)

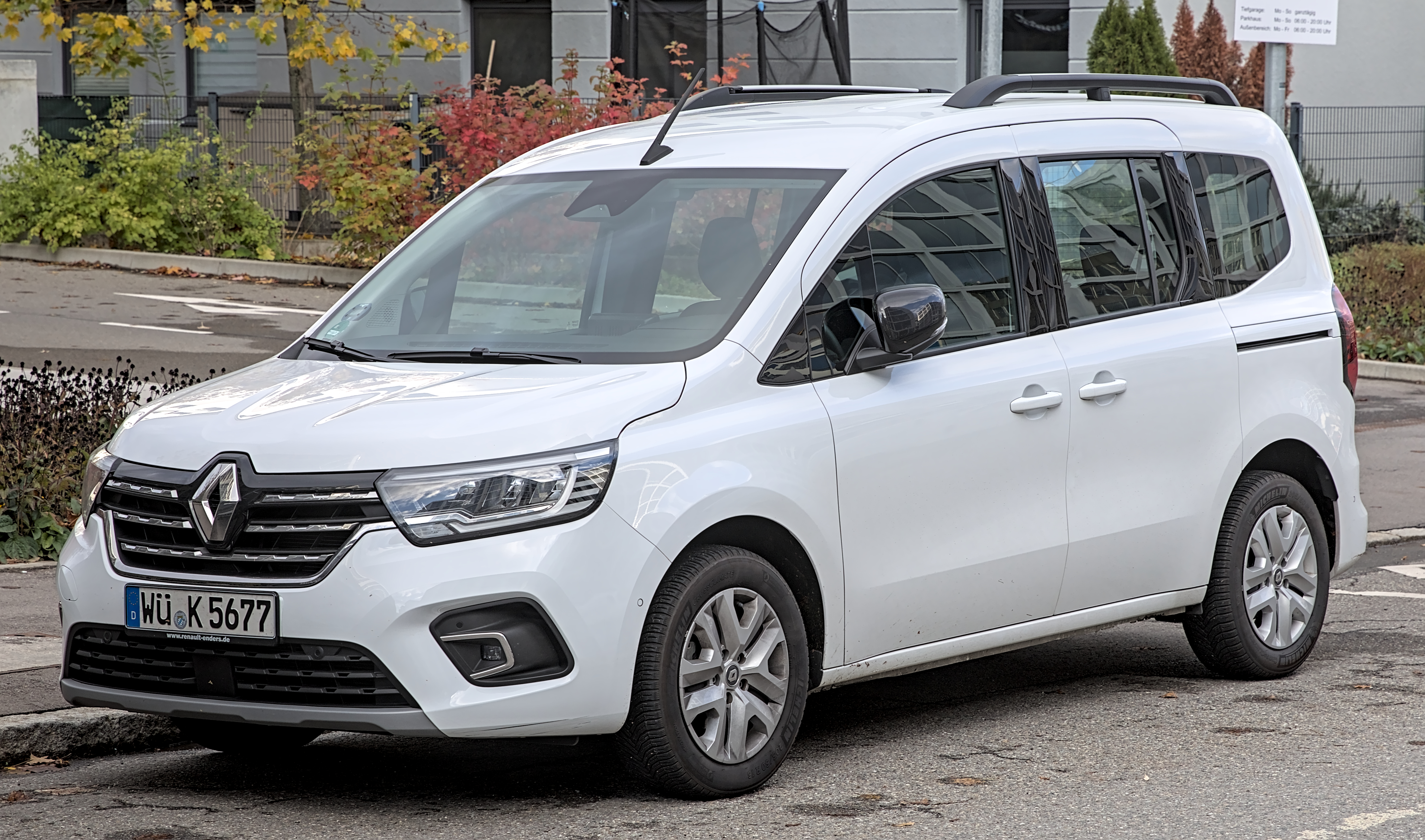
Renault Kangoo III

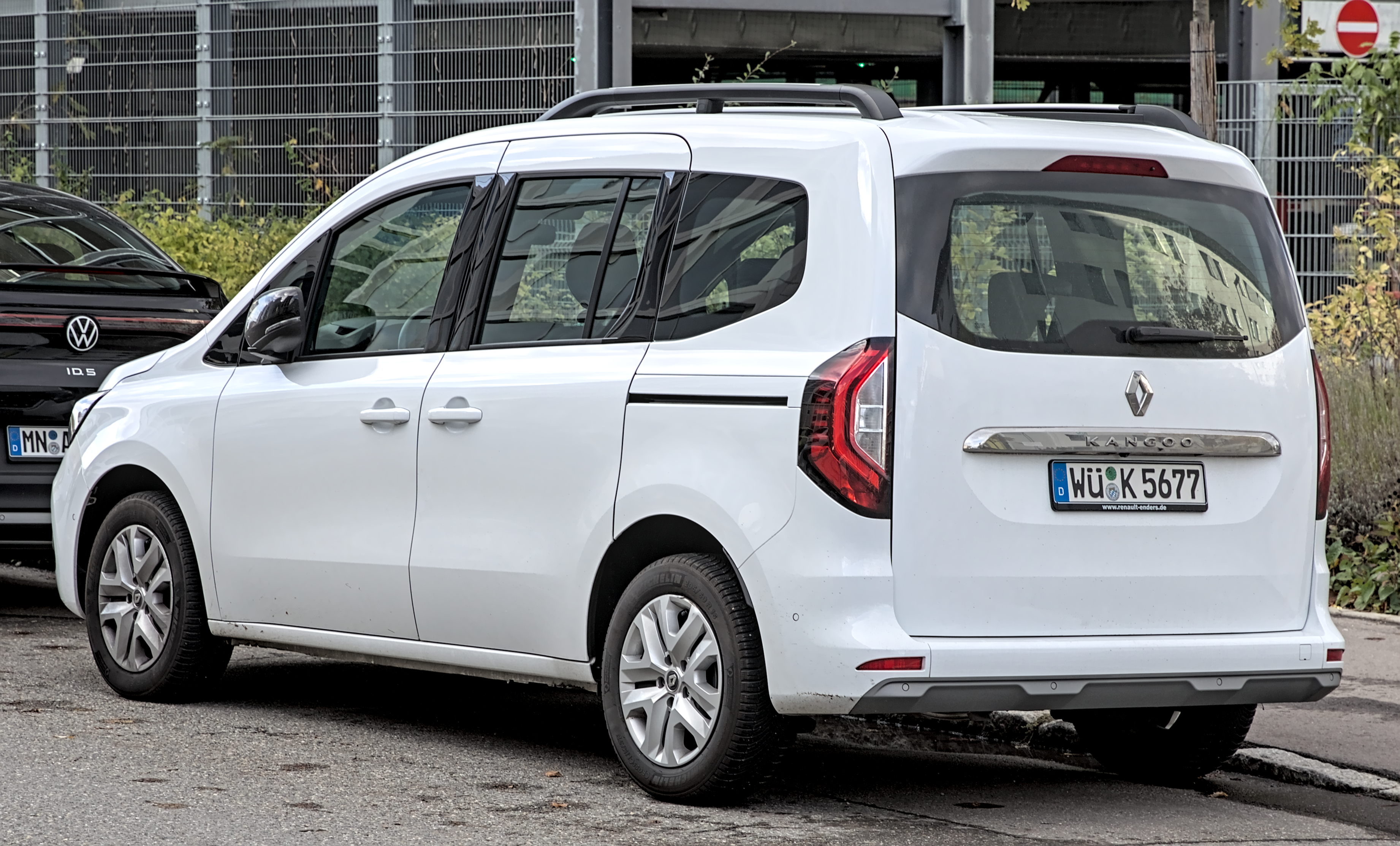

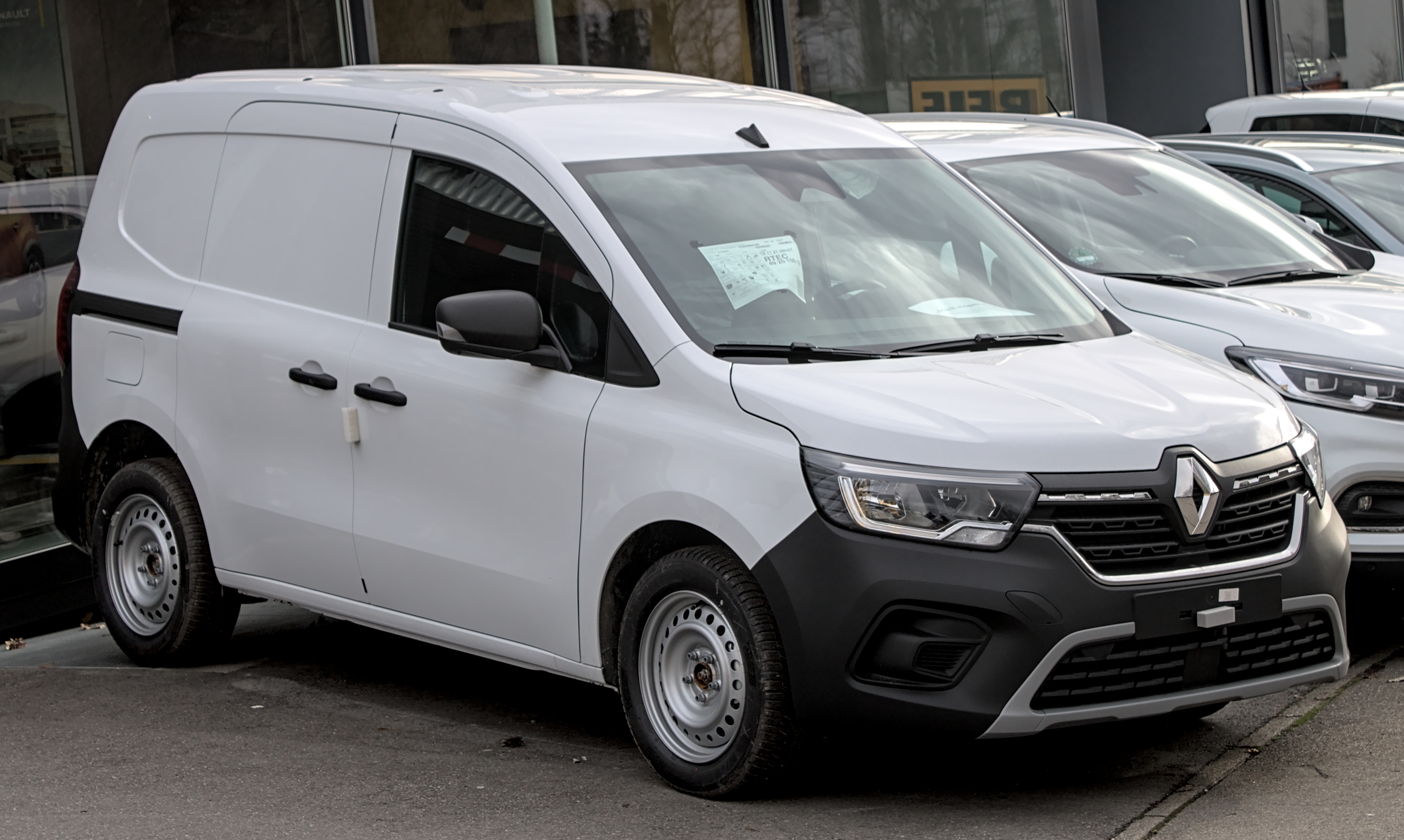
Renault Kangoo Van

В листопаді 2020 року дебютував Renault Kangoo (Grand Kangoo) третього покоління, створене на платформі CMF/C-D.

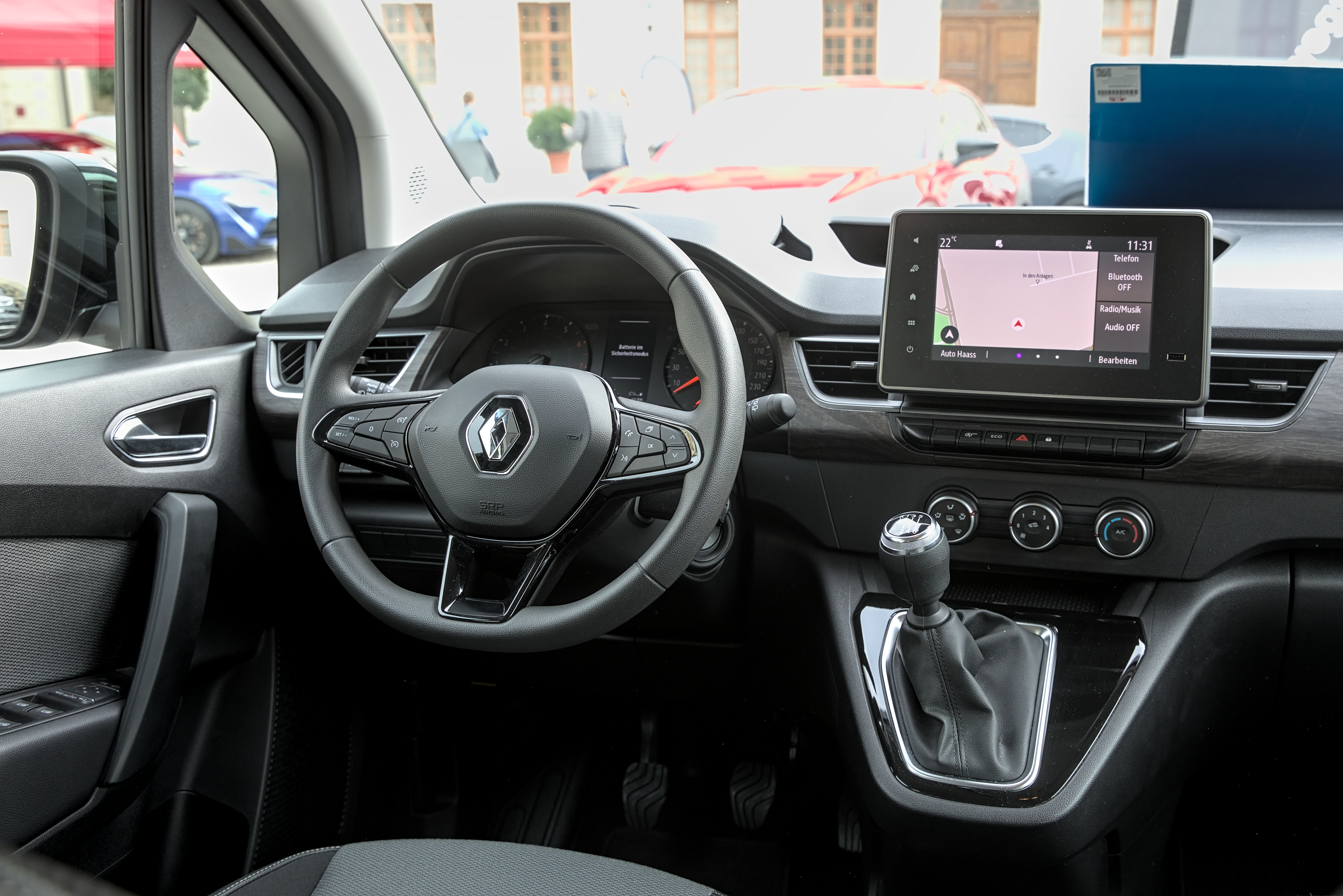

Kangoo пропонують у двох варіантах — пасажирському на п'ять місць і вантажному (від 3,3 до 4,9 кубометра).
Також випускається під назвою Nissan Townstar.
Паралельно з новим Кенго, продається бюджетний автомобіль Renault Express, створений на основі Dacia Dokker.

### E-Tech Electric
З липня 2022 року також знову доступна електрична версія Kangoo з акумулятором. На додаток до стандартної потужності заряджання змінним струмом 11 кВт також можлива потужність заряджання постійним струмом 75 кВт і опціонально 22 кВт через змінний струм. Автомобіль отримав електродвигун потужністю 90 кВт і ємність батареї 45 кВт-год. У вересні 2023 року на IAA була представлена подовжена версія Grand Kangoo; вона має вийти на ринок на початку 2024 року.

### Двигуни
- 1.3 TCe 100 к.с. 200 Нм
- 1.3 TCe 130 к.с. 240 Нм
- 1,5 Blue dCi 75 к.с. 230 Нм
- 1,5 Blue dCi 95 к.с. 260 Нм
- 1,5 Blue dCi 115 к.с. 270 Нм
- E-Tech Electric 122 к.с. 245 Нм

## Продажі
| Рік  | Європа |
| ---- | ------ |
| 2010 | 81.438 |
| 2011 | 79.500 |
| 2012 | 69.644 |
| 2013 | 63.429 |
| 2014 | 69.683 |